# Sonneberg Hauptbahnhof
Sonneberg Hauptbahnhof – główny dworzec kolejowy w Sonneberg, w kraju związkowym Turyngia, w Niemczech. Stacja została otwarta w 1907. Znajdują się tu 3 perony. Stacja położona jest na wysokości 386 m.